# Critikat
 (novembre 2020).
Critikat est une revue en ligne hebdomadaire fondée en 2004 par Clément Graminiès. Elle traite de l'actualité du cinéma et propose des critiques de films et d'ouvrages spécialisés. Son rédacteur en chef est Josué Morel.

## Histoire
La revue est créée en 2004 par Clément Graminiès lorsque ce dernier était étudiant en cinéma à l'Université Paris 8 Saint Denis. Il s'agit initialement d'un projet de petite envergure né de l'envie de Graminiès de créer une « communauté de pensée » et d'un de ses ami, webmaster, ayant besoin de créer un site internet pour valider son cursus. La revue se structure en association loi de 1901 en 2007 et Clément Graminiès se charge alors de la rédaction en chef en tant que bénévole comme le reste de la rédaction,.
La rédaction est alors recrutée via des petites annonces, si le projet de fonder une revue est présent dès l'origine, les rédacteurs ne se fixent pas d'objectifs précis,. Ce cadre libre permet aux critiques d'écrire des textes longs sur des sujets variés, ce qui, selon Clément Graminiès différencie la revue des autres titres de presse papier de l'époque. En avril 2013, le site comptabilise 200 000 visites par mois selon son rédacteur en chef.
Pour Marc Cerisuelo de Positif, « Critikat reste à cet égard un lieu fédérateur d'énergie qui a maintenu une exigence critique dans le droit fil des revues "papier" ».
En 2019, Clément Graminiès cède sa place de rédacteur en chef à Josué Morel qui faisait déjà partie du comité de rédaction, et Corentin Lê est rédacteur en chef adjoint depuis 2018. La revue développe depuis de nouveaux formats, notamment vidéos, afin de séduire un nouveau public et de s'adapter aux évolutions d'internet qui rendent selon Corentin Lê plus difficile d'atteindre un nouveau lectorat. Il préconise également de davantage penser à l'accessibilité des textes.